# Bruce Sorrie
Bruce Alexander Sorrie (* 11. Juli 1944 in Andover (Massachusetts)) ist ein in Southern Pines, North Carolina, lebender US-amerikanischer Zoologe und Botaniker. Sein offizielles botanisches Autorenkürzel lautet „Sorrie“.
Sorrie schloss 1967 sein Studium an der Cornell University with einem Bachelor of Sciences in Zoologie mit dem Schwerpunkt Wirbeltiere ab. Nach seinem Militärdienst arbeitete er zeitweise als Ornithologe, bevor sich sein Interesse der Botanik zuwandte.
Sorrie war ab 1979 für zwölf Jahre Botaniker im Rahmen des „Natural Heritage Program“ in Boston, Massachusetts, seine dortige Tätigkeit resultierte unter anderem in der Co-Autorschaft eines ersten vollständigen Katalogs der Flora von Massachusetts. 1991 zog er nach North Carolina, wo er für das dortige „North Carolina Natural Heritage Program“ arbeitete. Dort inventarisierte er unter anderem die Flora des Armeestützpunktes Fort Bragg und beschrieb 2002 gemeinsam mit dem Lilienexperten Mark W. Skinner die dort entdeckte Lilienart Lilium pyrophilum.

## Quelle
- Kurzlebenslauf und Publikationsliste bei herbarium.unc.edu (engl.)